# Поникевский, Юзеф
Юзеф Станислав Эдвард Поникевский (пол. Józef Stanisław Edward Ponikiewski; 30 ноября 1916 — 4 июля 1943) — лейтенант Польских военно-морских сил на Западе, адъютант генерала Владислава Сикорского. Один из 16 погибших в результате крушения бомбардировщика B-24 недалеко от Гибралтара.

## Биография

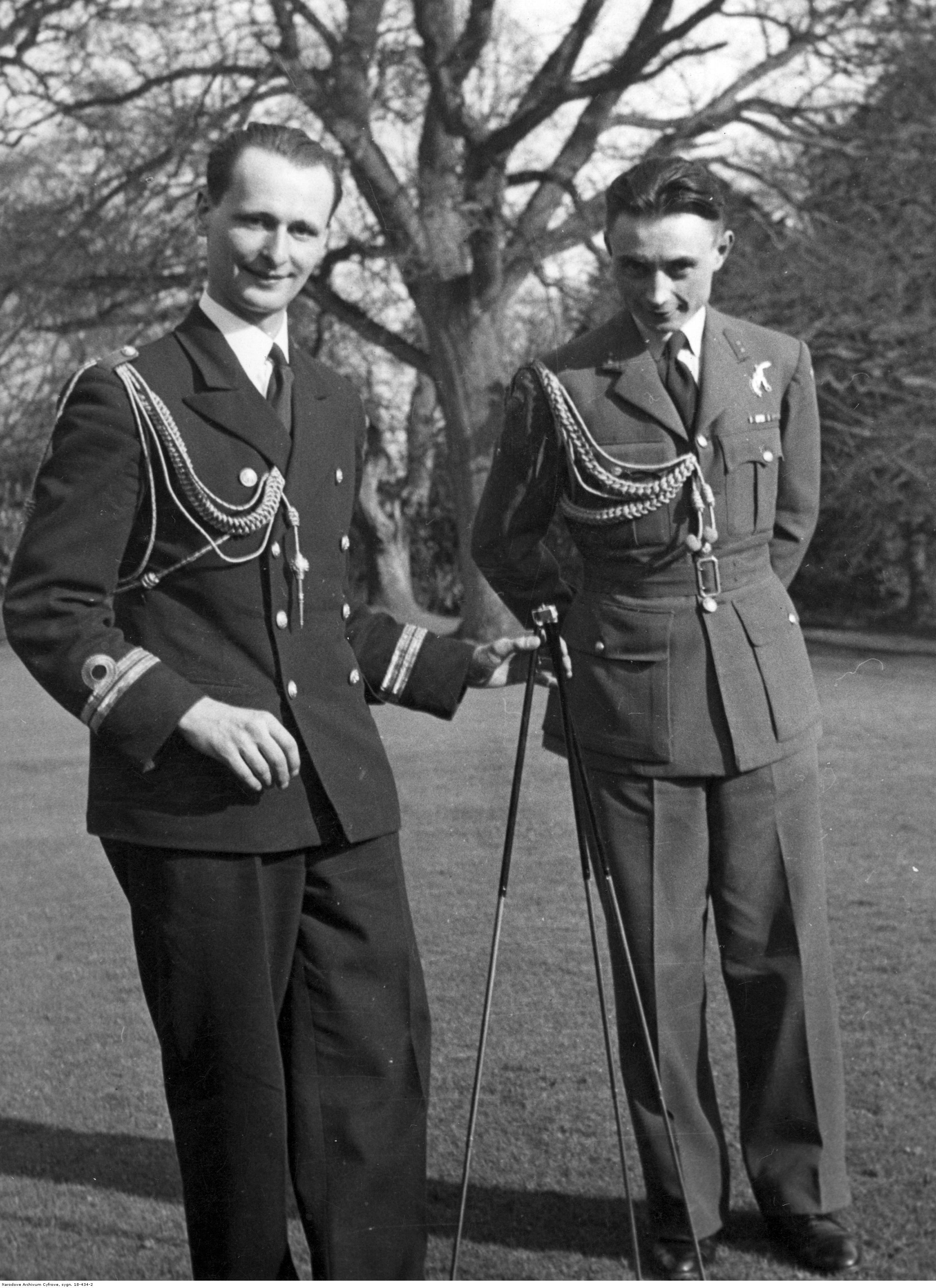
Два адъютанта генерала Сикорского — лейтенант ВМС Польши Юзеф Поникевский и лейтенант ВВС Польши Глувчиньский, Чеслав

Родился 30 ноября 1916 года в деревне Брылево (ныне гмина Кшеменево Великопольского воеводства Третьей Польской Республики. Отец — Ипполит Поникевский (пол. Hipolit Ponikiewski), мать — Элиза Кеншыцкая (пол. Eliza Kęszycka). Крещён в 1917 году в Опорово, крёстный отец — Стефан Поникевский из Дробнина.
В 1926—1934 годах учился в гимназии города Гостынь, где сдал экзамены. Поступил в Высшую торговую школу в Познани, в 1935 году перевёлся в Школу подхорунжих Военно-морских сил в Торуне, которую успешно окончил. Службу продолжил в рядах ВМС Польши на эсминце «Гром» в должности III офицера артиллерии. 30 августа 1939 года этот эсминец, осуществлявший экстренный переход в рамках операции «Пекин» незадолго до начала войны, прибыл в Великобританию.
Лейтенант Поникевский был назначен адъютантом генерала Владислава Сикорского 3 мая 1941 года, оставаясь в этой должность до своей гибели. Он погиб 4 июля 1943 года в результате крушения бомбардировщика B-24 Liberator, разбившегося после взлёта из аэропорта Гибралтара. В том же месяце похоронен на кладбище в Ньюарк-он-Трент.
В декабре 2010 года Институт национальной памяти останки всех погибших при крушении в Гибралтаре были эксгумированы с целью проведения исследований в Институте судебной медицины Медицинского колледжа Ягеллонского университета. 7 декабря Поникевский был похоронен в Опорово.
Посмертно награждён Серебряным крестом Заслуги с мечами и Медалью Флота. 1 декабря 2010 года посмертно награждён Орденом Возрождения Польши V степени (кавалерский крест).